# Енергетична верба
Енергетична верба — вид верби (Salix), що швидко росте, тому придатна для використання як біомаса.

## Основні поняття
Енергетичні плантації — плантації, на яких вирощують культури, які швидко ростуть (набирають біомасу). До таких культур можна віднести вербу, тополю, міскантус. Вирощування плантацій надає можливість механізовано організувати збирання.
Біопаливо з енергетичних культур сприяє зменшенню викидів шкідливих газів, оскільки під час вирощування поглинає вуглекислий газ і продукує кисень.

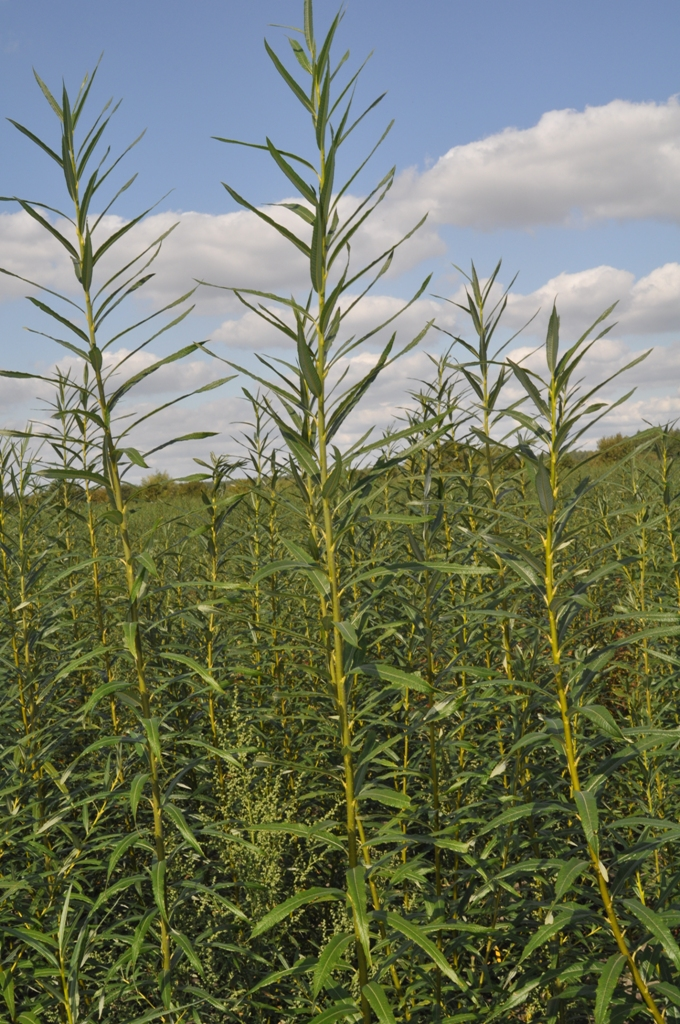
Енергетична верба (1 рік)

## Технологія вирощування
Велику загрозу для насаджень енергетичної верби, особливо в перший рік вирощування, становлять багаторічні бур'яни та личинки шкідників, що знаходяться у ґрунті. Тому, розпочинаючи підготовку ґрунту, особливу увагу слід приділити боротьбі з бур'янами, яка може проводитися хімічним способом — за допомогою обробки ділянки гербіцидами суцільної дії. Механічні ж заходи не лише сприятимуть зменшенню забур'яненості, але й значно зменшать популяцію шкідливих організмів в орному шарі ґрунту.
Вербу прутовидну розмножують вегетативно за допомогою живців від пагонів продуктивних форм верби. Правильно підготовлений живець має бути 20-25 см завдовжки та 0,7-1,5 см завтовшки. Пагони для живців заготовляють від другої половини листопада до першої березня. Живців повинні мати принаймні 5 сплячих бруньок, бути чистими, здоровими і мати відповідну вологість. Верхівка живців обов'язково має бути оброблена фарбою з додаванням протигрибкових засобів.
Безпосередньо перед висаджуванням живців слід провести боронування або валкування, а також обприскування поля ґрунтовими гербіцидами. Саджанці довжиною приблизно 22 см висаджуються на підготовлені площі плантації. Глибина засадження приблизно 20 см — так, щоб вони виступали понад поверхнею ґрунту на 2-3 см, кут засадження 90°. Відстань між саджанцями — 0,45-0,48 м, відстань між рядами — 0,75 м. На 1 га території висаджують 20-25 тис. живців.
Догляд полягає у боротьбі з бур'янами, що дуже важливо у перший рік вирощування.
Перший збір біомаси з вербової плантації роблять у перший рік від її закладання. У цей час отримують найкращий посадковий матеріал. Процедура зрізання в першому році є дуже важливою, оскільки вона сприяє кращому кущенню та розростанню вербового куща, збільшенню кількості пагонів. Пагони першого року зрізують на висоті 5-10 см вручну або за допомогою механічних засобів.

## Збір біомаси
На третій рік вирощування проводять механізований збір біомаси. На одному полі вербу можна вирощувати до 20 років. За рік поле може давати до 20 тон приросту біомаси.

## Досвід вирощування верби
У країнах ЄС використання енергетичних культур особливо популярне. У Данії верба вирощується тільки на 500 га сільськогосподарських земель, у той час як у Швеції плантації верби складають до 20 тис. га. В Україні плантації енергетичної верби посаджено в Івано-Франківській, Волинській, Львівській, Тернопільській та Рівненській областях. Провідною компанією галузі є «Salix Energy».